# 新潟市立岡方中学校
新潟市立岡方中学校（にいがたしりつ おかがたちゅうがっこう）は、新潟県新潟市北区太子堂に所在する市立中学校。令和8年度末をもって閉校となることが決定した。(後述)

## 概要
校舎の周りは田園風景に囲まれておりのどかで穏やか。ただ、田園だけではなく、工場や福祉施設等もある。
- 教育目標
  - 自主
  - 協和
  - 気力
  - 創造
- 制服
  - 男子：詰襟
  - 女子：ブレザー

## 沿革

### 経緯
6・3制導入により戦後の混乱の中で設立され、小学校2校の校舎を「第一校舎」「第二校舎」として間借りする形で開校。後に独立校舎が建設されたが、その位置をめぐっては大きな論争となった。

### 年表
- 1947年5月15日 - 岡方村立岡方中学校として開校。岡方第一小学校と岡方第二小学校に校舎を分設。
- 1952年4月12日 - 独立校舎竣工。分設していた校舎より統合独立する。
- 1955年3月30日 - 豊栄町発足に伴い豊栄町立岡方中学校と改称。
- 1970年11月1日 - 市制施行に伴い豊栄市立岡方中学校と改称。
- 1997年7月10日 - 現校舎竣工。
- 2005年3月21日 - 新潟市へ編入合併に伴い新潟市立岡方中学校と改称。

## 部活動

### 運動部
- 野球部
- バレーボール部（休止中）
- 卓球部（男子・女子）

### 文化部
- 総合文化部

## 通学区域
新潟市北区の岡方地区を主な通学区域とし、岡方第一小学校・岡方第二小学校からの進学を受ける。詳細は#外部リンクを参照。

## 交通
- JR東日本白新線新崎駅より南に約5km。かつては新潟交通による路線バスが近隣で運行されていた[4]。

## 光晴中学校との合併による閉校
平成23年度北区議会で、区内小中学校の小規模校と大規模校の合併による生徒・学級数の再編案が議論された。北区には8校の中学校があるが、岡方中学校はこの中で生徒数が最も少ない。学級数でも50年前の約3分の1、20年前の半分にまで減少しており、中学校間の距離が至近(約5.6km)の光晴中学校との合併により適正規模校（同案での表現）とする計画が挙がった。
岡方地区コミュニティ委員会は中学校区内の、生徒の保護者以外も含む全戸にアンケートを行い、大きく「現状のまま継続する」「光晴中と合併する」の2案で検討を重ねていたが、令和6年中に合併案が採決された。併せて、傘下の岡方第一・第二小学校も葛塚小学校に合併されることも決定した。
至近のケースである豊栄南小学校が、同じく葛塚小学校に合併され閉校となる際には2年間の準備期間がとられたが、今回は2小学校・1中学校が一度に閉校となるため、通常より長い3年間の準備期間が設けられ、令和8年度末での閉校となった。
なお、岡方中学校の廃校または他校との合併は、旧豊栄市時代から何度となく議題に挙がっていた。やはり当時からの生徒数の少なさが原因である。